# Micael Borges
Micael Leandro de Farias Borges (Rio de Janeiro, Brazília, 1988. december 12.) brazil színész.

## Életrajz
Micael Borges az északkeletiek fia, Vidigal nyomornegyedében született és nőtt fel. Először 2001-ben szerepelt egy filmben egy kis szerepben, és 2002-ben az Isten városa című filmben vált kiemelkedővé. és a telenovella Young Hearts 2009-ben. által Rede Globo.

## Karrier
Pályafutását 1993-ban kezdte egy színdarabban. Micael 2001-ben debütált a Copacabana című filmben.
2002-ben szerepelt a City of God című filmben, amelyben az egyik fiúrablót alakította, akit Zé Pequeno ölt meg.
2006-ban részt vett a Malhação telenovellán.
2008-ban részt vett a Caminhos do Coração telenovellán. 2009-ben Micael volt a Malhação 16. évadának főszereplője, de a karakter nem volt olyan szimpátiával, mint a közönség, amely a főhőst a gazemberrel részesítette előnyben.
2011-ben Micael országosan vált híressé azzal, hogy a Rebelde Brasil telenovella egyik főszereplője volt, a mexikói pedro Damían telenovella remake-je. Mint Mexikóban, a ficticio zenei csoport a való életben alakult, Micael és kollégái Brazíliában utaztak, és koncerteket és turnékat tartottak.
2014-ben Micael egy kis szerepet vett a bibliai sorozatban. Milagres de Jesus. 2017-ben a brazil tánc valóságshow egyik résztvevője volt. Dancing Brasil.
2018-ban Borges járt el a telenovella Rede Globo, O Tempo Não Para.

## Filmográfia
| Év        | Cím (eredeti cim)             | Szerep                       | Magyar hang | Megjegyzések       |
| --------- | ----------------------------- | ---------------------------- | ----------- | ------------------ |
| 2001      | (Copacabana)                  | utcafiú                      |             | film               |
| 2002      | Isten városa (Cidade de Deus) | A Runts fiú                  |             | film               |
| 2002      | (Cidade dos Homens)           | pávián barátja               |             | egy epizód         |
| 2002      | (Brava Gente)                 | Felipe                       |             | egy epizód         |
| 2003      | (As Alegres Comadres)         | Raul                         |             | film               |
| 2003      | (Alô Vídeo Escola)            | Rafa                         |             |                    |
| 2004      | (Irmãos de Fé)                | Paulo                        |             | film               |
| 2006      | (Malhação)                    | Zeca                         |             | brazil telenovella |
| 2007      | (Linha Direta)                | Israel Baptista dos Santos   |             | egy epizód         |
| 2008      | (Caminhos do Coração)         | Juliano                      |             | brazil telenovella |
| 2009      | (Malhação)                    | Luciano Ribeiro              |             | brazil telenovella |
| 2011–2012 | (Rebelde Brasil)              | Pedro Costa                  |             | brazil telenovella |
| 2012      | (RebeldeS Para Sempre)        | Magát                        |             | dokumentumfilm     |
| 2014      | (Milagres de Jesus)           | Gad                          |             | egy epizód         |
| 2014      | (Alemão)                      | Civil szervezetek tárgyalója |             | film               |
| 2017      | (Dancing Brasil)              | magát                        |             | brazil valóságshow |
| 2018      | (O Tempo Não Para)            | Laércio Emerenciano Batista  |             | brazil telenovella |
| 2021      | (Carnaval)                    | Freddy                       |             | film               |